# Juarbergen
Juarbergen är ett naturreservat i Laxå kommun i Örebro län.
Området är naturskyddat sedan 1996 och är 10 hektar stort. Reservatet består av skog med tall och gran med inslag av björk och mellan skogspartierna små mossar och kärr. 